# Беной (тайп)
Беной (чечен. Бе́ной) — один из наиболее многочисленных чеченских тайпов, который входит в тукхум Нохчмахкахой с родовым центром в селе Беной Ножай-Юртовского района Чеченской Республики. Тайп имеет свою родовую гору Бенойлам. Также их называют беноевцами.

## Расселение
Чеченский краевед, педагог и народный поэт А. С. Сулейманов, зафиксировал представителей тайпа в следующих населённых пунктах: Бено-Юрт, Бердакел, Балансу, Бачи-Юрт, Гелдаган, Гребенская, Гудермес, Гойты, Старые Атаги, Джугурты, Иласхан-Юрт, Нойбера, Ойсхара, Гой-Чу, Старая Сунжа, Старогладовская, Танги-Чу, Аргун, Центарой, Урус-Мартан, Цоци-Юрт, Шали, Алхан-Кала, Алхан-Юрт.
Собственно беноевские населённые пункты: Бена, Беной-Ведено, Булгат-Ирзу, Гуржи-Мохк, Денги-Юрт, Корен-Беной (левый берег реки Гумс), Лем-Корц, Оьла махка (О-махка), Оси-Юрт, Пачу, Стерч-Керч, Чилла кӀажа, Ожи-Юрт.

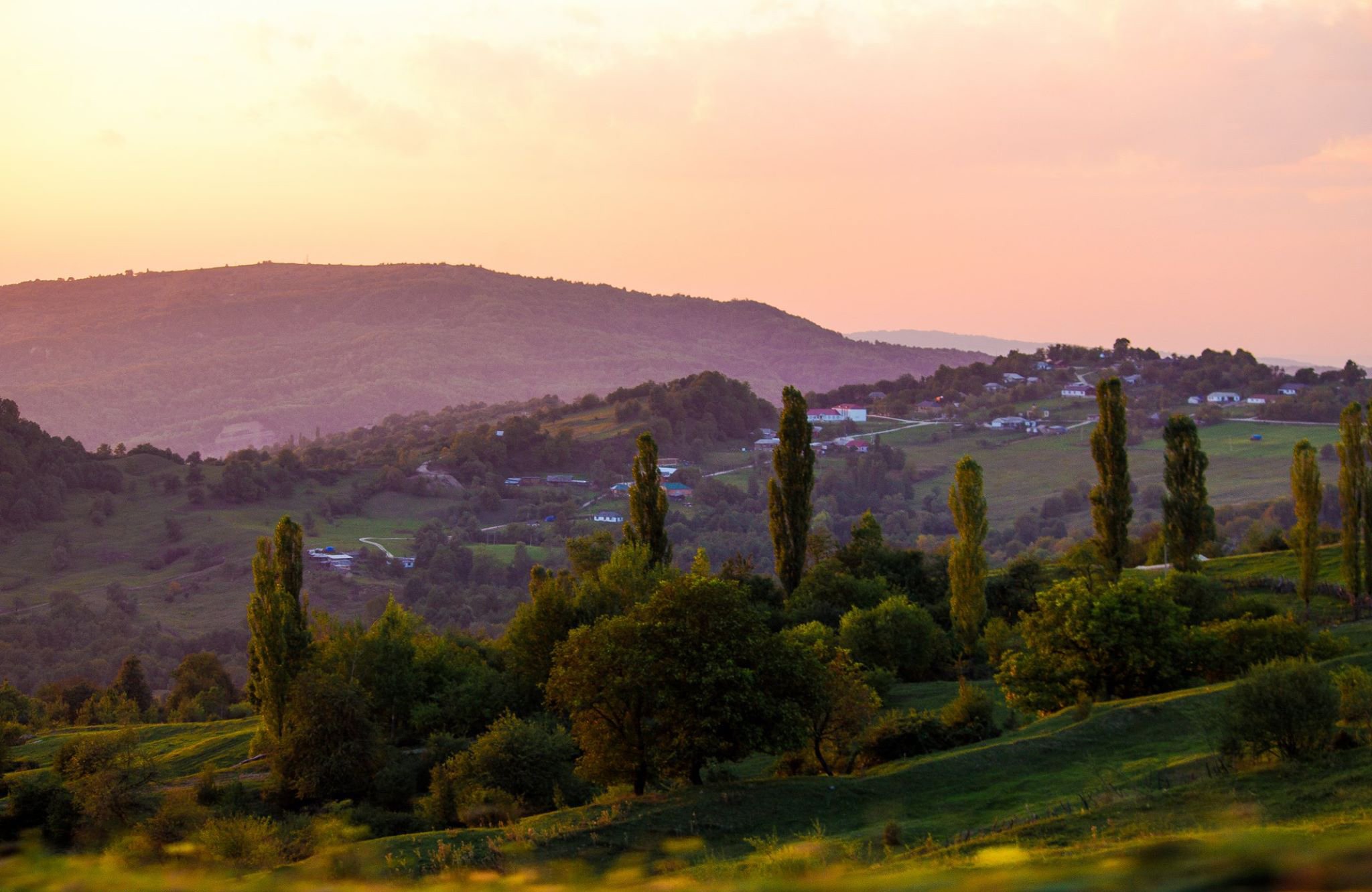
Гуржи-Мохк
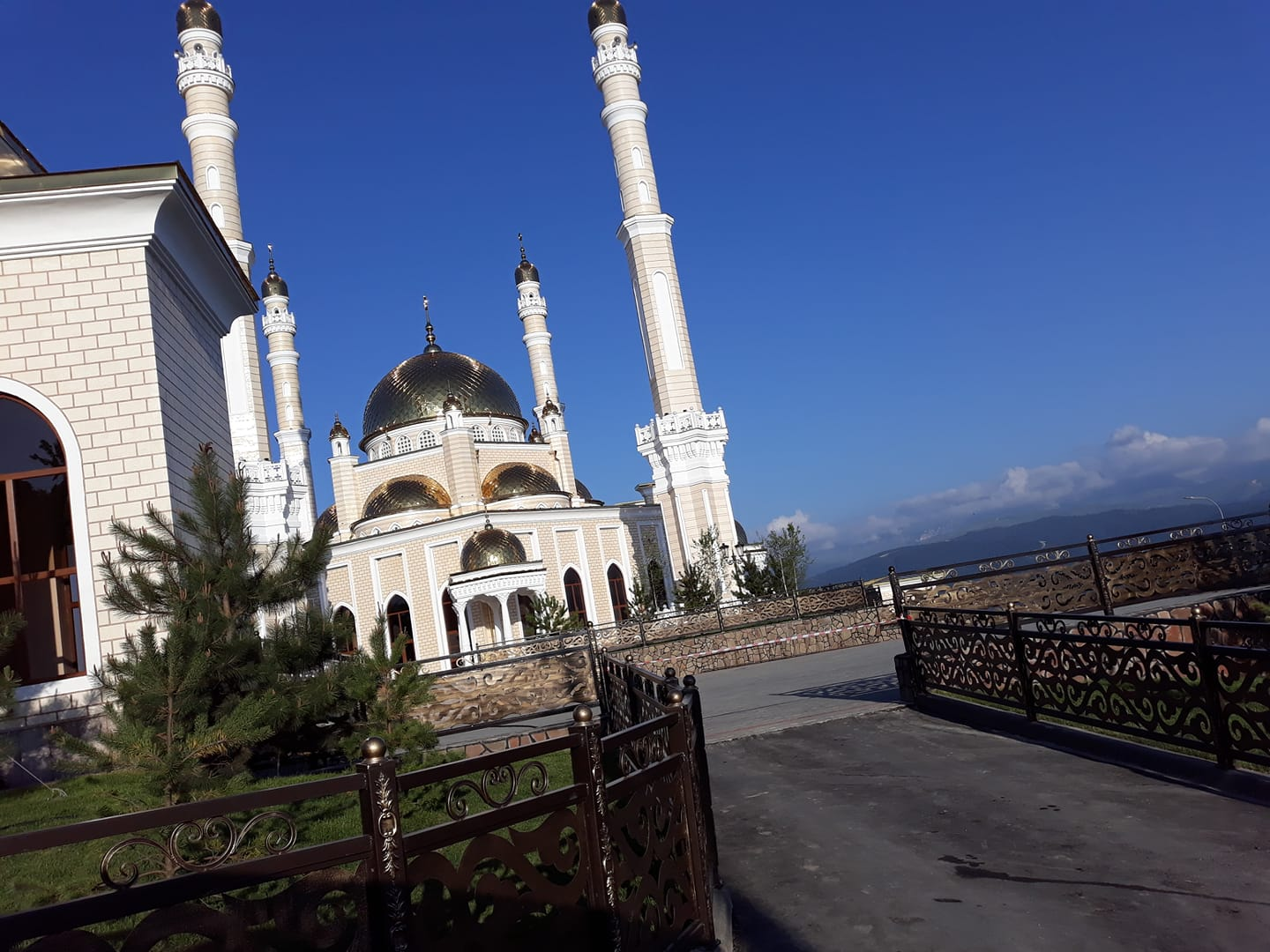
Мечеть в Беное
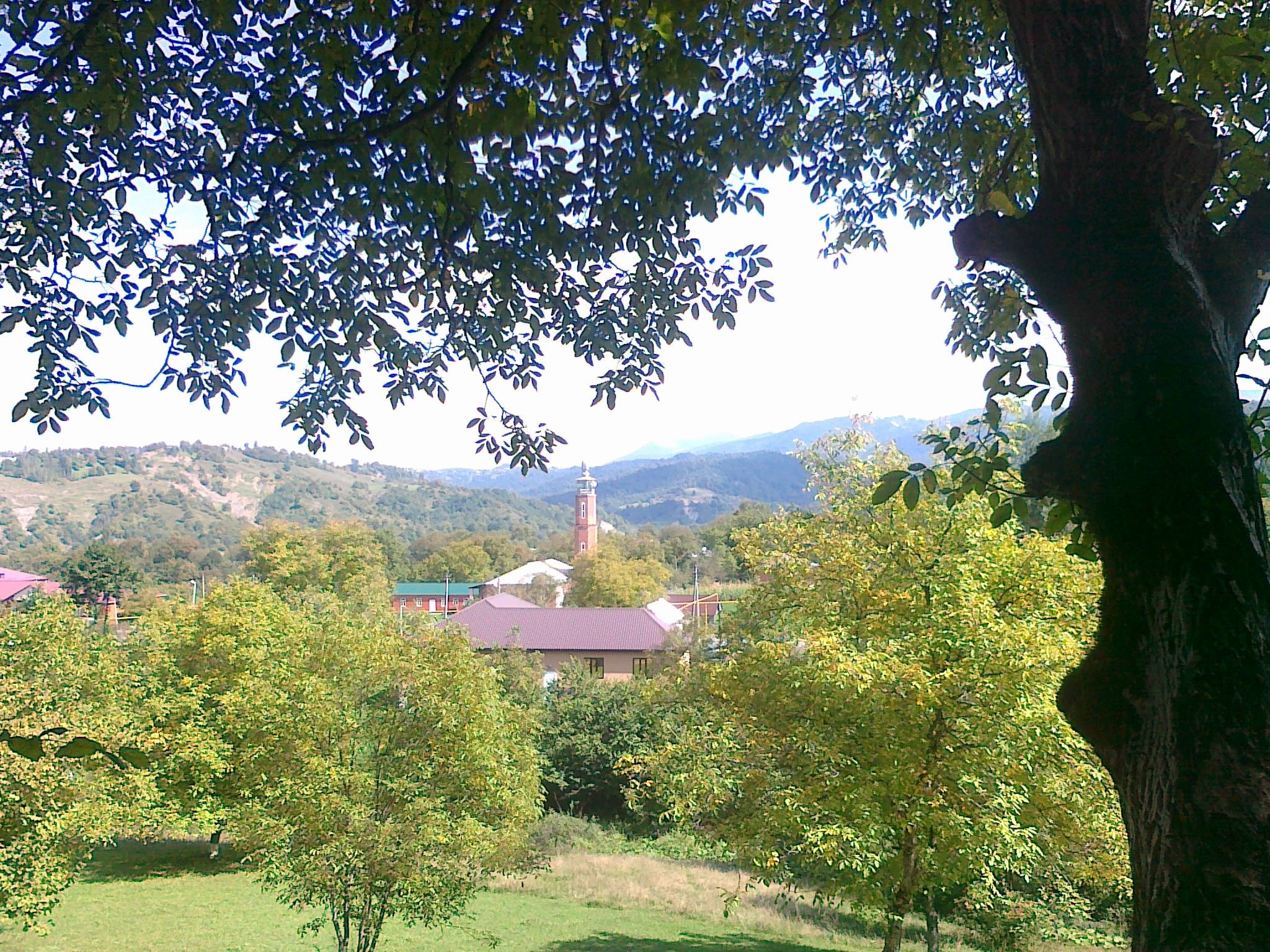
Беной-Ведана

## История
Согласно советским данным конца 1980-х годов, тайп Беной являлся одним из двух наиболее многочисленных чеченских тайпов на ряду с тайпом Гендаргеной. Их численность в то время оценивалось по 100 тысяч человек. В начале 1990-х годов историк Далхан Хожаев утверждал, что тайп Беной является самым крупным по численности в чеченском этносе[уточнить]. Этой версии придерживаются и некоторые современные историки Чечни. Представители тайпа долгое время играли одну из ведущих ролей в общественной жизни региона. Беной широко расселились почти во всех населённых пунктах на равниной части Чечни. Больше всего представителей этого тайпа проживают в городе Урус-Мартан.

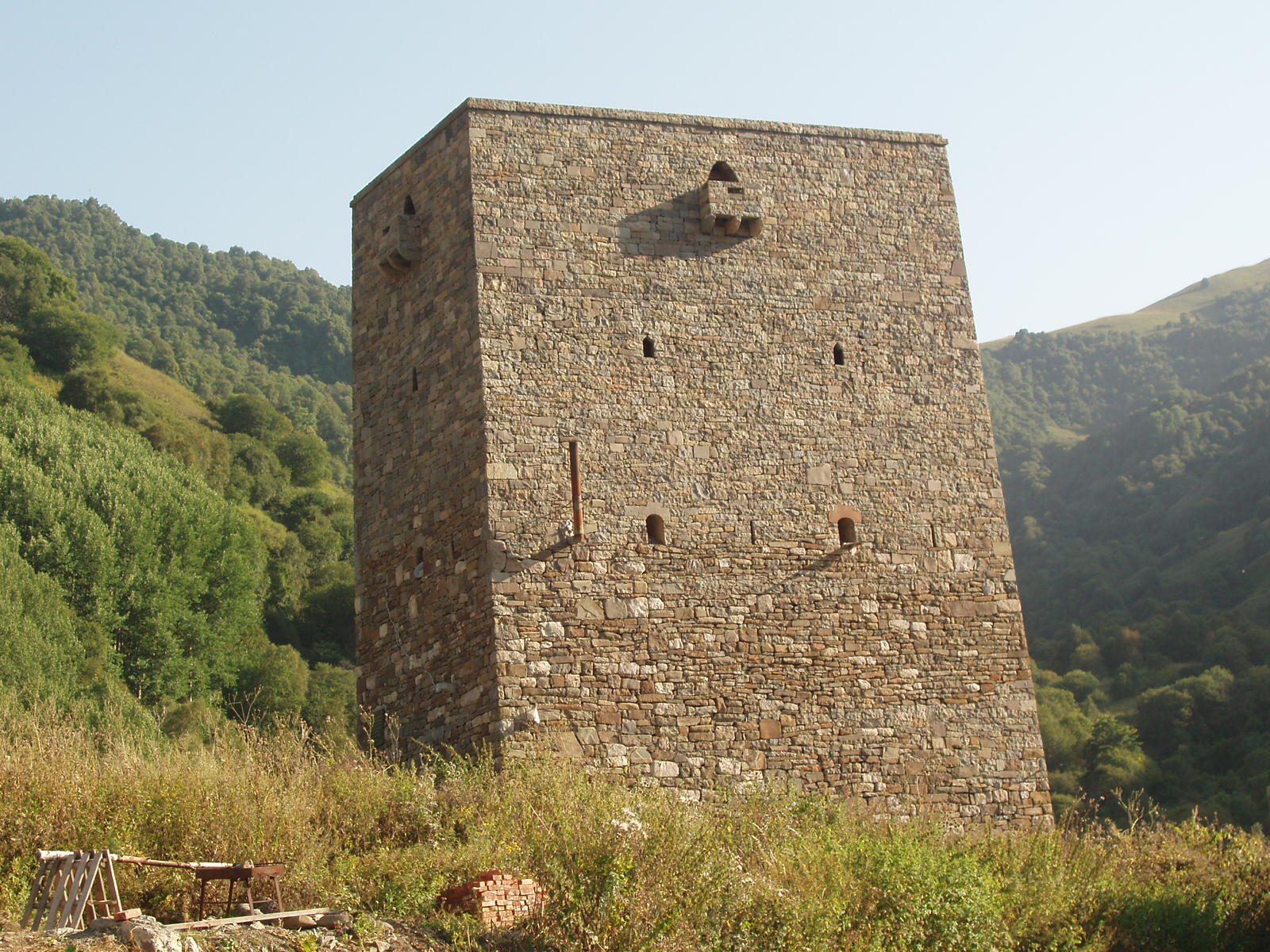
Башня «Беной-Кха» в Нашхе.

«Беноевцы поколение племени Нахче на Кавказе».

### Кавказская война
Беноевцы негативно относились к царской России и присоединились к ней позже других жителей Восточного Кавказа. Родовое село тайпа Беной было расселено по разным аулам Чечни.
Как отмечают известные чеченские ученые Ш. А. Гапуров и Х. С. Умхаев, беноевские переселенцы на новых местах оказались без земельных угодий и с наступлением весенне-полевых работ, во избежание голодной смерти, беноевцы решили вернуться в родные места. В ночь с 7 на 8 мая 50 семейств, переселенных в аул Даттых и поселенных у нефтяных колодцев, внезапно вернулись снова в родовое село Беной.
Имперские власти потребовали от беноевцев немедленно вернуться на прежние места выселения. Однако беноевцы отказались выполнить этот приказ и пытались решить проблему путем мирных переговоров с русскими. Но российские власти отказали: для них поведение беноевцев было формой протеста, которую надо было подавить любым путем, дабы другим переселенцам «неповадно было».
Возвратившись на свои земли беноевцы через посредников просили царские власти не переселять их, хотя они и знали о жестокостях и ненависти генерала Н. И. Евдокимова к горцам. Байсунгур Беноевский знал и видел тяжелое и унизительное положение своих односельчан, доведенных войной до нищенского состояния, почти до голодной смерти. Ранее беноевцы были одними из самых обеспеченных и состоятельных среди всех чеченских обществ, благодаря своей прекрасной земле и трудолюбию.
На все требования и просьбы беноевцев оставить их жить на родных землях царские власти отвечали категорическим отказом, не шли с беноевцами ни на какие компромиссы. Власти целенаправленно провоцировали беноевцев на неповиновение, вели дело к вооруженным столкновениям.
В то же время власти стали готовиться к вооруженному подавлению народных выступлений. С целью предупредить народные волнения и подготовиться к столкновению местное руководство временно остановило инженерные и дорожные работы и под видом учебных лагерей собрало два отряда в Среднем военном отделе. В этих условиях беноевцы во главе с наибом Байсунгуром начали готовиться к защите своего аула и хуторов.
Полковник Головачев который на тот момент являлся начальником Ичкеринского округа, в 5 июня 1860 года докладывал начальнику Терской области Н. И. Евдокимову о том что имеет сведения, что соседние ауховцы доставляют им хлеб, закупая в аулах Андреевой (ныне Эндирей) и Ташкичу (ныне Аксай). Ауховцы так сочувствуют делу беноевцев, что они, вот-вот, если не все, то часть их последуют примеру беноевцев.

## Деление
Тайп разветвляется на 9 родов: Жоби, Уонжби, Іасти, Ати, Чопал, Очи, Дёвши, Эди, Гурж-махкхой.